# Pichichi
Rafael Moreno Aranzadi (* 23. května 1892, Bilbao – 1. března 1922, Bilbao) známý jako Pichichi, byl španělský fotbalista, který hrál jako útočník.
Hrál za Bilbao FC a Athletic Bilbao. Reprezentoval Španělsko, se kterým se dostal do finále LOH 1920.
Na stadionu Athletica má bustu, u které každý příchozí tým položí kytici. Jmenuje se po něm ocenění Trofeo Pichichi.
Zemřel v 29 letech na tyfus[nepřesný odkaz].

## Úspěchy

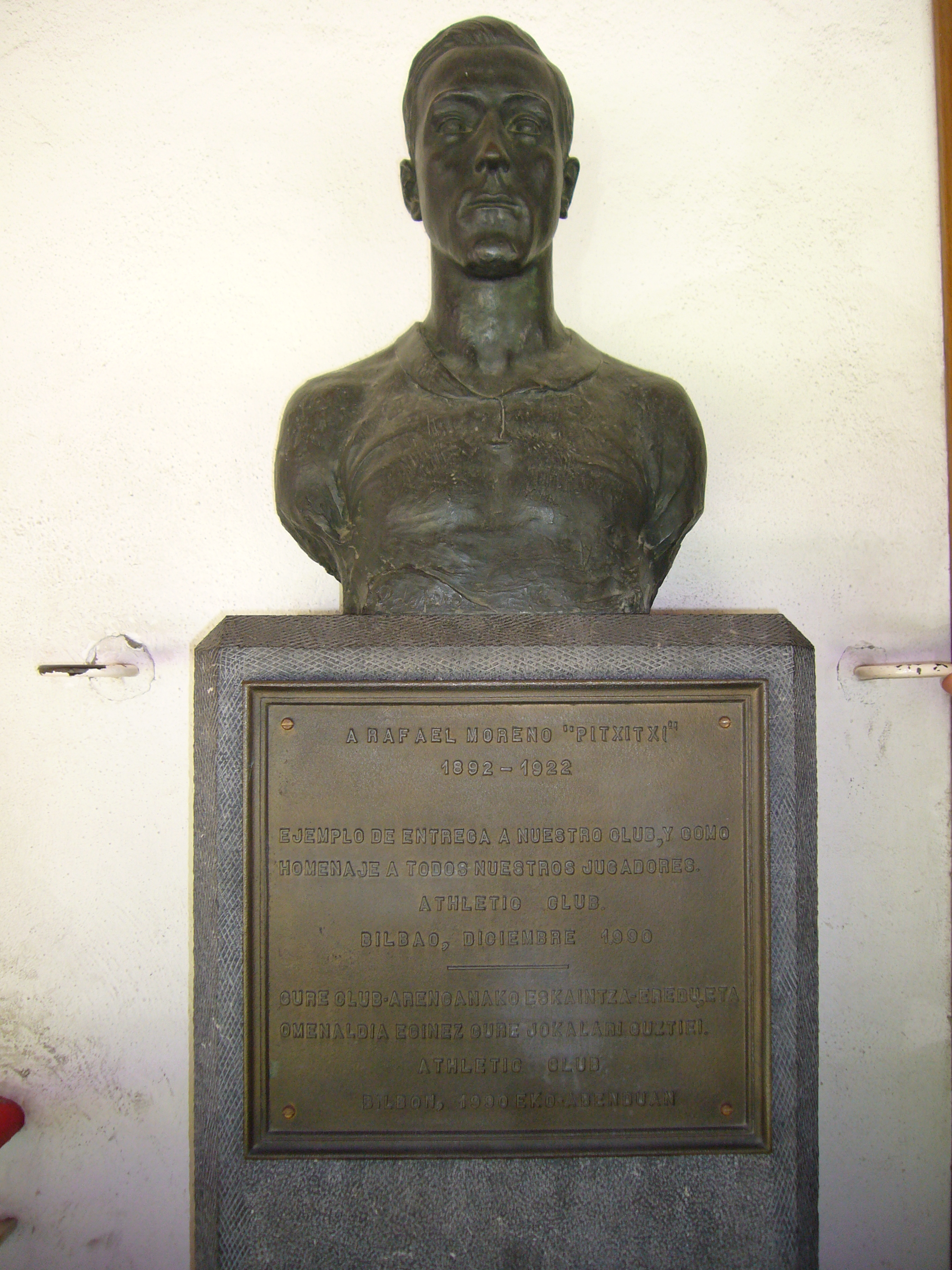
Busta Pichichiho na San Mamés Stadium

### Klubové
Copa del Rey: 1914, 1915, 1916, 1921
Oblastní mistrovství Severní Vizcayan: 1913/14, 1914/15, 1915/16, 1919/20, 1920/21

### Španělsko
Letní olympijské hry 1920: Stříbrná medaile